# Gerichtsbezirk Aflenz
Der Gerichtsbezirk Aflenz war ein dem Bezirksgericht Aflenz unterstehender Gerichtsbezirk im Bundesland Steiermark. Er umfasste den südlichen Teil des politischen Bezirks Bruck an der Mur und wurde 1923 dem Gerichtsbezirk Bruck an der Mur zugeschlagen.

## Geschichte
Der Gerichtsbezirk Aflenz wurde durch eine 1849 beschlossene Kundmachung der Landes-Gerichts-Einführungs-Kommission geschaffen und umfasste ursprünglich die fünf Gemeinden Aflenz, Etmißl, Fölz, St. Ilgen und Turnau. Der Gerichtsbezirk Aflenz bildete im Zuge der Trennung der politischen von der judikativen Verwaltung ab 1868 gemeinsam mit den Gerichtsbezirken Bruck, Mürzzuschlag, Kindberg und Mariazell den Bezirk Bruck. Per 1. Jänner 1902 wurden die Gerichtsbezirke Mürzzuschlag und Kindberg vom Bezirk Bruck an der Mur abgetrennt und unter dem Namen Mürzzuschlag zu einem neuen Bezirk zusammengefasst.
Durch die Auflösung des Gerichtsbezirkes Aflenz per 1. Juli 1923 wurden das Gebiet des Gerichtsbezirks dem Gerichtsbezirk Bruck an der Mur zugeschlagen.

## Gerichtssprengel
Der Gerichtssprengel umfasste zum Zeitpunkt seiner Auflösung die damaligen, sieben Gemeinden  Aflenz Kurort, Aflenz Land, Etmißl, Fölz, Sankt Ilgen, Thörl und Turnau, wobei Aflenz Kurort, Aflenz Land und Fölz aus der Gemeinde Aflenz hervorgegangen waren.